# Athirajendra Chola
Athirajendra Cola (1070) va regnar per un període molt curt de pocs mesos com el rei cola que va succeir al seu pare Virarajendra Cola. El seu regnat va estar marcat pel malestar civil, possiblement de naturalesa religiosa, en el qual va ser mort. El príncep txalukya cola Rajiga el va succeir com Kulothunga Cola I.

## Unió Cola i Txalukya Oriental
Arran de diversos matrimonis en un període iniciat quan Rajaraja I va donar la seva filla Kundavai en matrimoni al txalukya oriental Vimaladitya, el clan Cola clan i la branca de Vengi de la dinastia Txalukya havien esdevingut molt propers i els reis de Vengi havien esdevingut de fet coles de cor.

## Lluites dinàstiques de Vengi
Els coles també van participar en les lluites dinàstiques pel tron de Vengi de manera intermitent lluitant al costat del seu príncep favorit contra un rival. Aquests rivals generalment tenien el suport dels Txalukyes Occidentals. Per això, el regne dels Txalukyes Orientals fou un element d'una guerra subsidiària entre els Coles i els Txalukyes Occidentals durant generacions.
Virarajendra Cola va interferir en les disputes successòries a Vengi després que el rei de Vengi, Rajaraja Narendra, que estava emparentat amb els cola a través de la seva mare Kundavai, una filla de Rajaraja Cola I, va morir el 1061. El tron de Vengi va anar a Saktivarman II en un cop de palau. Els Coles van voler restablir la seva influència a Vengi. Saktivarman II va resultar mort, però Vijayaditya, el pare de Saktivarman II, va assumir el tron i va rebutjar els intents dels Coles per deposar-lo. Vijayaditya tanmateix va acceptar esdevenir un vassall Cola.
Tot i que aquest intent per obtenir un control total sobre Vengi no va reeixir, Virarajendra Cola va trobar un altre aliat txalukya en Vikramaditya, al que va casar amb la seva filla.
Mentre aquestes intrigues es produïen, el fill de Rajaraja Narendra, el príncep Rajendra Txalukya (el futur Kulothunga Cola I) va intentar esdevenir rei de Vengi considerant que Vijayaditya havia usurpat el tron que era seu per dret. Els Coles probablement el van ajudar en els seus esforços. Frustrat el seu intent pel seu oncle Vijayaditya, Rajendra Txalukya es va crear un petit domini propi prop dels districte de Baster a Chhattisgarh i va esperar el seu moment. Una oportunitat va sorgir amb la mort de Virarajendra; Rajendra Txalukya va actuar ràpidament per assolir el tron Cola.

## Mort d'Athirajendra
El autor txalukya Bilhana dona una versió dels problemes d' Athirajendra en el seu Vikramankadeva Charita. Poc després de casar la seva filla amb Txalukya Vikramaditya VI, Virarajendra Chola va morir; al saber les notícies sobre agitació i revolta en el país Cola a la mort del sobirà Virarajendra, Vikramaditya VI va anar immediatament a Kanchipuram per sufocar els problemes allí. Llavors va anar a Gangaikonda Cholapuram, "va destruir les forces de l'enemic i va instal·lar al príncep [Athirajendra] en el tron". Després d'un mes a la capital Cola, Vikramaditya VI aparentment satisfet de veure la pau restaurada, va retornar al seu país.
Al cap d'uns quants dies del seu retorn, la notícia sobre la mort d'Athirajendra i l'esclat d'una nova rebel·lió va arribar a Vikramaditya. També va saber que Rajendra Txalukya s'havia apoderat del tron Cola amb el nom-títol de Kulothunga Cola I. Vikramaditya Immediatament va marxar contra Kulothunga. Someshvara II, el rei Txalukya Occidental, també se li va unir.
Amb la mort de Athirajendra Cola, la dinastia Cola de Vijayalaya Cola va arribar al final.

### Implicació de Kulothunga
Hi ha qüestions que queden sense resposta amb relació a la participació de Kulothunga en la mort d'Athirajendra. Qui fou responsable dels problemes a Kanchipuram poc després de la pujada al tron d'Athirajendra que van fer necessària la intervenció de Vikramaditya? Qui eren les "persones malvades" de Kanchipuram i Gangaikonda Cholapuram a les que Vikramaditya va haver d'eliminar abans que Athirajendra es pogués sentir segur en el seu tron? Quina era la naturalesa de la rebel·lió uns quants dies després del retorn d'Athirajendra al país Cola?
No hi cap resposta directa a aquestes qüestions a través de inscripcions o fonts literàries. De fet no tenim gaires inscripcions d'Atirajendra. Tanmateix resta el fet que Vikramaditya VI va marxar exitosament contra Kulothunga després que aquest va assolir el tron cola i el va expulsar. Combinat amb això hi ha l'absència total de qualsevol esment d'Athirajendra regnat al Kalingathupparani, una obra poètica d'elogi de Kulothunga Cola, que dona algunes indicacions per a inferir que fou l'ambició i les intrigues de Kulothunga les que van portar als fets indicats.

### Problemes religiosos
Alguns intents també han estat fets per connectar aquests aldarulls interns en el regne Cola amb la història de la persecució patida per Ramanuja (un teòleg hindú) a mans dels coles. És possible arrobar a la conclusió basada en antigues obres biogràfiques sobre Ramanuja, que el rei Cola que va sotmetre Ramanuja i els seus seguidors a persecució fou Athirajendra o el seu pare Virarajendra. Tanmateix, segons K. A. N. Sastri en la seva "Història dels Coles", altres obres contemporànies a Ramanuja no donen marge per aquesta cronologia d'esdeveniments que van portar a la defunció de Athirajendra.